# Green Nunatak
Green Nunatak är en nunatak i Antarktis. Den ligger i Östantarktis. Australien gör anspråk på området. Toppen på Green Nunatak är 1 814 meter över havet, eller 313 meter över den omgivande terrängen. Bredden vid basen är 3,3 km.
Terrängen runt Green Nunatak är lite bergig. Trakten är obefolkad. Det finns inga samhällen i närheten. 